# Amt Salzkotten-Boke
Das Amt Salzkotten-Boke war bis 1974 ein Amt im ostwestfälischen Kreis Büren in Nordrhein-Westfalen mit Sitz in der Stadt Salzkotten. Seine historischen Vorgänger waren das Küchenamt Boke, die Kantone Boke und Salzkotten sowie die Ämter Boke und Salzkotten.

## Geografie
Das Amtsgebiet bildete den sogenannten Entenkopf im Nordwesten des Kreises Büren und lag im Südosten der Westfälischen Bucht. Die nordwestlichen Gemeinden gehörten zur Lippeniederung, während die meisten anderen Gemeinden im östlichen Hellwegraum lagen. Lediglich im äußersten Südosten (östlich der Alme) hatte das Amt Anteil an der Paderborner Hochfläche. Beginnend an der Nordwestspitze im Uhrzeigersinn grenzten an das Amt Salzkotten-Boke
- das Amt Rietberg (Kreis Wiedenbrück)
- die Ämter Delbrück, Neuhaus und Kirchborchen (Kreis Paderborn)
- die Ämter Atteln und Büren-Land (Kreis Büren), alle Regierungsbezirk Detmold,
- sowie die Stadt Geseke, das Amt Störmede und die Stadt Lippstadt (Kreis Lippstadt), Regierungsbezirk Arnsberg.

## Vorgeschichte

### Das Küchenamt Boke
Das Küchenamt Boke war bis zu den Napoleonischen Kriegen eine Verwaltungseinheit im Hochstift Paderborn. Es umfasste die Orte Anreppen, Bentfeld, Boke, Garfeln, Hörste, Mantinghausen, Rebbeke, Schwelle, Thüle und Verlar.
Die Stadt Salzkotten mit ihren Nachbarorten war im Hochstift Paderborn dem Küchenamt Neuhaus unterstellt.

### Die Kantone Boke und Salzkotten
Nachdem das Gebiet des Hochstifts 1807 an das Königreich Westphalen gefallen war, wurden neue Verwaltungsstrukturen nach französischem Vorbild geschaffen; meistens ohne Berücksichtigung historischer Gebietsgrenzen. Die Gemeinden Anreppen, Bentfeld, Garfeln, Hörste, Mantinghausen, Mettinghausen, Rebbeke, Ringboke (=Boke), Schwelle und Verlar wurden zum Kanton Ringboke zusammengefasst. Die Stadt Salzkotten bildete zusammen mit den Gemeinden Scharmede, Thüle, Upsprunge und Verne den Kanton Salzkotten. Im Jahre 1810 hatte der Kanton Ringboke 3233 und der Kanton Salzkotten 3329 Einwohner. Beide Kantone gehörten zum Distrikt Paderborn im Departement der Fulda des Königreichs und fielen 1813 an Preußen. 1816 wurden sie dem neuen Kreis Büren zugeschlagen und bestand in diesem als Verwaltungsbezirke fort. Auch in den Folgejahren wurde manchmal noch der Begriff Kanton verwendet; auch die Bezeichnung Bürgermeisterei wurde verwendet. Außerdem setzte sich für den Kanton Ringboke der Name Boke durch.
1832 kamen die beiden Gemeinden Oberntudorf und Niederntudorf vom Kreis Paderborn zum Kanton Salzkotten des Kreises Büren. Die Stadt Salzkotten erhielt 1837 die preußische revidierte Städteordnung und wurde dadurch verwaltungstechnisch von den umliegenden Gemeinden getrennt.

### Die Ämter Boke und Salzkotten
Im Rahmen der Einführung der westfälischen Landgemeinde-Ordnung von 1841 wurden aus den Verwaltungsbezirken unterhalb der Kreisebene, sofern es sich nicht um Städte gemäß der revidierten Städteordnung handelte, Ämter gebildet. Im Kreis Büren wurde dadurch aus dem Kanton Boke das Amt Boke und aus dem Kanton Salzkotten (ohne die Stadt Salzkotten) das Amt Salzkotten. Die Stadt Salzkotten blieb amtsfrei, wurde aber Verwaltungssitz des Amtes Salzkotten.
1857 wurde für die Ämter Boke und Salzkotten eine Personalunion verfügt, so dass beide Ämter seitdem von einem Amtmann verwaltet wurden. Klemens Graf Meerveldt übernahm dieses Doppelamt bis zu seinem Tode 1885. 1861 wurde im Amt Boke aus einem Teil der Gemeinde Rebbeke die neue Gemeinde Mantinghausen gebildet. 1938 wurden die Ämter Salzkotten und Boke endgültig zum Amt Salzkotten-Boke zusammengeschlossen. Gleichzeitig verlor die Stadt Salzkotten ihre Amtsfreiheit und wurde in das Amt eingegliedert.

## Das Amt Salzkotten-Boke
Das Amt Salzkotten-Boke umfasste sechzehn Gemeinden. Die folgenden Daten stammen vom 31. Dezember 1973:
1. Anreppen: 899 E, 10 km², 90 m ü. NN
2. Bentfeld: 871 E, 8 km², 94 m ü. NN
3. Boke: 1817 E, 16 km², 90 m ü. NN
4. Garfeln: 403 E, 4 km², 82 m ü. NN
5. Hörste bei Lippstadt: 1215 E, 7 km², 82 m ü. NN
6. Mantinghausen: 627 E, 6 km², 83 m ü. NN
7. Niederntudorf: 1733 E, 15 km², 162 m ü. NN
8. Oberntudorf: 880 E, 6 km², 180 m ü. NN
9. Rebbeke: 608 E, 12 km², 82 m ü. NN
10. Salzkotten: *, Stadt: 5949 E, 24 km², 97 m ü. NN
11. Scharmede: 1850 E, 9 km², 106 m ü. NN
12. Schwelle: 563 E, 8 km², 85 m ü. NN
13. Thüle: 1390 E, 15 km², 97 m ü. NN
14. Upsprunge: 974 E, 8 km², 105 m ü. NN
15. Verlar: 742 E, 4 km², 84 m ü. NN
16. Verne: 2250 E, 16 km², 98 m ü. NN

Am 1. Januar 1975 trat das Sauerland/Paderborn-Gesetz in Kraft, wodurch fast das gesamte Gebiet des Kreises Büren mit dem alten Kreis Paderborn zusammengelegt wurde. Die drei nördlichen Lippegemeinden Anreppen, Bentfeld und Boke kamen zu Delbrück, während die drei westlichen Lippegemeinden Garfeln, Hörste und Rebbeke nach § 45 des Münster/Hamm-Gesetzes in die Stadt Lippstadt eingegliedert wurden und dadurch zum Kreis Soest kamen. Die übrigen Gemeinden des Amtes wurden zur neuen Stadt Salzkotten zusammengeschlossen und in den neuen Kreis Paderborn eingegliedert. Rechtsnachfolgerin des Amtes Salzkotten-Boke ist die heutige Stadt Salzkotten.

## Einwohnerentwicklung
| Jahr | Amt Boke            | Amt Salzkotten | Stadt Salzkotten | Quelle |
| ---- | ------------------- | -------------- | ---------------- | ------ |
| 1843 | 04.738              | 04.017         | 01.809           | [ 17 ] |
| 1871 | 04.540              | 04.089         | 02.017           | [ 17 ] |
| 1910 | 04.943              | 04.911         | 02.582           | [ 18 ] |
| 1925 | 05.168              | 05.340         | 02.996           | [ 19 ] |
|      | Amt Salzkotten-Boke |                |                  |        |
| 1939 | 15.031              | 15.031         | 15.031           | [ 20 ] |
| 1950 | 21.357              | 21.357         | 21.357           | [ 21 ] |
| 1961 | 20.392              | 20.392         | 20.392           | [ 21 ] |
| 1970 | 21.736              | 21.736         | 21.736           | [ 21 ] |

## Amtmänner und Amtsbürgermeister
1. 1859–1885: Klemens von Meerveldt († 9. April 1885)
2. 1885–1886: komm. Albert Schröder
3. 1886–1906: Ernst Rocholl
4. 1906–1918: Albers
5. 1918–1938: Darup
6. 1938–1945: Seidler
7. 1945–1946: Isphording
8. 1946–1947: komm. Kaiser
9. 1948–1966: Hermann
10. 1967–1974: Edgar Wagener

## Wappen
Am 12. Oktober 1949 erhielt das Amt Salzkotten-Boke durch Urkunde des Innenministers des Landes Nordrhein-Westfalen die Erlaubnis, ein Wappen und ein Siegel zu führen.
Wappenbeschreibung
„Gespalten, vorn in Rot ein aufgerichtetes gelbes (goldenes) Kleeblatt, hinten in gelbem (goldenen) Feld ein aufgerichtetes grünes Buchenblatt.“
Bedeutung
Das Dreiblatt ist das Wappenbild der Stadt Salzkotten, das Buchenblatt ist Bestandteil des Gemeindewappens von Boke. Die Farben Rot und Gold sind die des Hochstifts Paderborn.